# Władysław Pilch
Władysław Pilch (ur. 7 lutego 1923 w Wiśle, zm. 5 lipca 1996) – prof. dr hab., specjalista w zakresie górnictwa i przeróbki surowców mineralnych.

## Życiorys
Syn Pawła i Zofii. W 1947 zdał maturę w Liceum Ogólnokształcącym w Cieszynie. Przed rozpoczęciem studiów pracował jako górnik w kopalni Emma (Marcel). W latach 1947–1951 odbył wyższe studia na Wydziale Górniczym Akademii Górniczo-Hutniczej w zakresie przeróbki mechanicznej, uzyskując tytuł inżyniera górnika i stopień magistra nauk technicznych. W 1962 uzyskał tytuł doktora nauk technicznych na podstawie pracy Prażenie magnetyzujące tlenków i ubogich rud żelaza (promotor prof. dr inż. Włodzimierz Stępiński). Stopień naukowy doktora habilitowanego uzyskał w 1977 na podstawie rozprawy Wybrane zagadnienia analizy procesów wzbogacania magnetycznego surowców mineralnych. W 1990 został profesorem nadzwyczajnym. 
Był kierownikiem Zakładu Fizycznych Metod Wzbogacania w Instytucie Przeróbki i Wykorzystania Surowców Mineralnych (1962–1982), pełnił funkcję prodziekana ds. studenckich na Wydziale Górniczym (1972–1975), był wicedyrektorem Instytutu Przeróbki i Wykorzystania Surowców Mineralnych (1976–1982). W latach 1982–1986 pracował w Nigerii jako kierownik Zakładu Mineral Processing na Politechnice w Kadunie.
W 1993 przeszedł na emeryturę.
Żonaty z Wandą z domu Czyż, farmaceutką. Ojciec Jerzego, pisarza.

## Ordery i odznaczenia
- Krzyż Kawalerski Orderu Odrodzenia Polski
- Złoty Krzyż Zasługi
- Medal Komisji Edukacji Narodowej
- Odznaka „Zasłużony Racjonalizator Produkcji”
- Złota Odznaka ZNP
- Złota Odznaka „Zasłużony dla Województwa Krakowskiego”
- Srebrna Odznaka „Za Pracę Społeczną dla miasta Krakowa” (1969)[3]

Źródło:.